# Grantræ
Ved et grantræ forstås normalt et træ, der er medlem af Gran-slægten eller Ædelgran-slægten samt lignende slægter som Douglasgran og Hemlock. Ofte bruges ordet synonymt med nåletræ. Eksempler på grantræer er de velkendte juletræer rødgran og ædelgran. Grantræer har korte nåle og kogler af meget varierende størrelse og form. Grantræer kan blive meget store, i Danmark over 50 meter høje, og i det vestlige USA op mod 100 meter. Læs om udbredelse og anvendelse under Gran-familien.
Ingen egentlige grantræer er hjemmehørende i Danmark. Eneste hjemmehørende art i Gran-familien er skovfyr, som normalt ikke kaldes et grantræ, men et fyrretræ.
Grantræer dyrkes i stor stil i kommercielt drevne skove og plantager.